# Бачка (Україна)
Ба́чка — село в Україні, у Золочівському районі Львівської області, за 78 кілометрів від Львова. Населення становить 34 особи. Орган місцевого самоврядування — Буська міська рада.